# Aphyosemion australe
Aphyosemion australe även kallad Kap Lopez killi är en växtlekande fisk från Angola, Gabon, Kamerun och Kongo-Brazzaville. Den är främst spridd i låglandet längs en stor del av Gabons kustremsa och en del av Kongos kustremsa som gränsar i söder. Den blir cirka 5 cm lång. Kroppen är lång och smal, och bröstfenorna är ljusare än övriga kroppen. Hannarna ofta bruna, röda och gula och har betydligt starkare färger än honorna. Det finns även framodlade odlingsvarianter med andra färgkombinationer och/eller annorlunda fenor.

## Akvarieförhållanden
Fisken behöver en temperatur mellan 21 och 32 grader Celsius. Denna art är en duktig hoppare så akvariet måste vara helt övertäckt. Den kan hållas tillsammans med andra fredliga fiskar, men är väldigt skygg och kan lätt bli utkonkurrerad.

## Fortplantning
Denna killifisk är växtlekare och till skillnad från de annars närbesläktade årstidsfiskarna behöver dess rom alltså inte genomgå en torrperiod (så kallad diapaus) för att utvecklas. Den lägger äggen på växter och rötter, och det tar cirka 15 dagar innan äggen kläcks.

### Uppfödning
Som hos många andra växtlekare är Aphyosemion australe är relativt enkla att föda upp. En känd metod bland akvarister är att göra en mopp av syntetgarn som man låter hänga ner i akvariet och där fiskarna kan lägga sina ägg, men levande växter och olika mossor – till exempel javamossa eller Riccia – går också bra. Flytväxter är särskilt lämpade, och fiskarna leker gärna i nedhängande rötter från till exempel musselblomma och Ceratopteris. Äggen kan sedan lämnas kvar i akvariet eller tas upp och förvaras i blöt torv till dess de är redo att kläckas. Äggen är känsliga för starkt ljus. Nykläckta yngel är stora nog att ta nauplier av Artemia som föda.

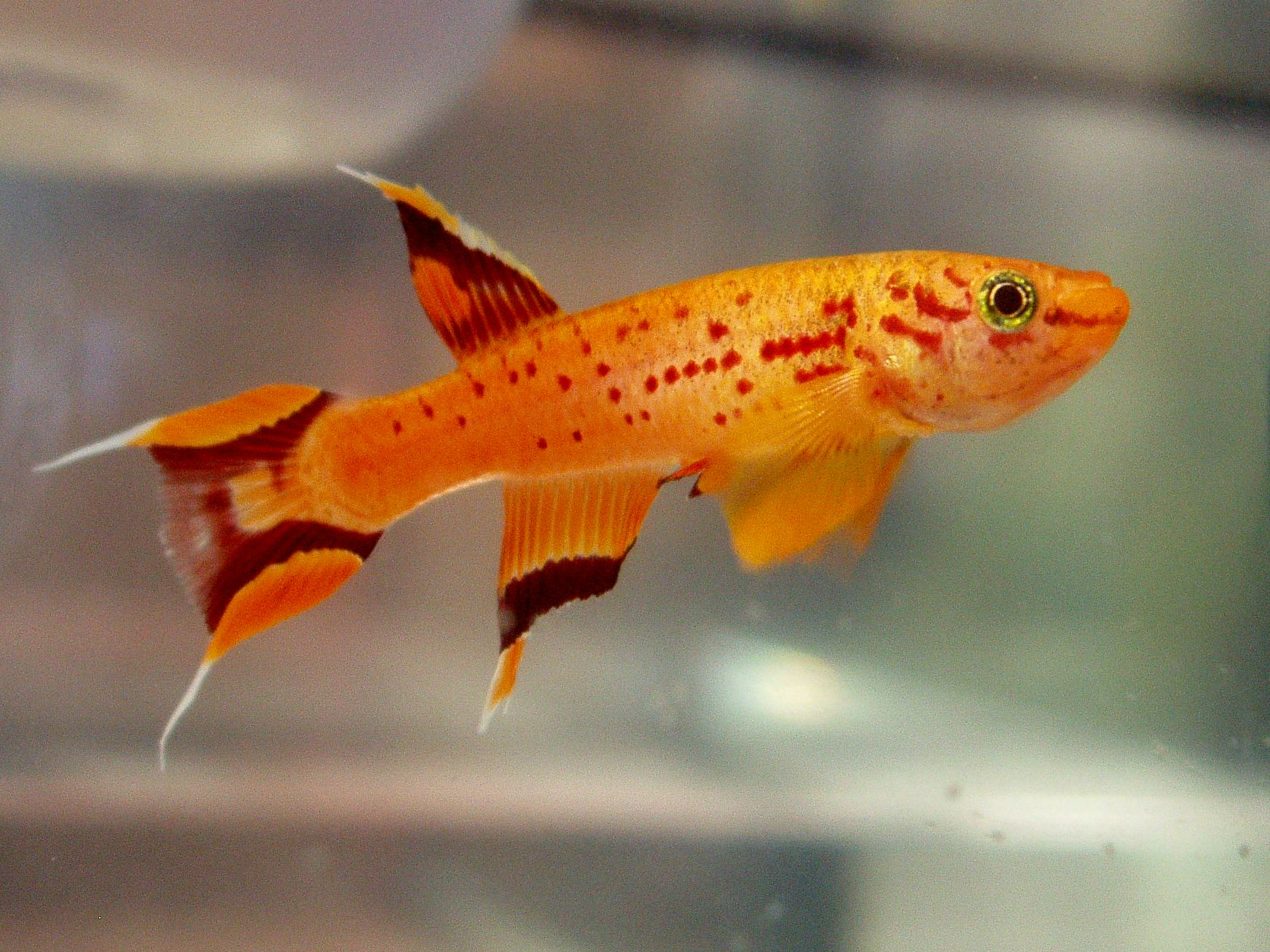
Hane av odlingsformen "gold". (Bild på hane av den vilda ursprungsformen finns i faktarutan längst upp till höger.)
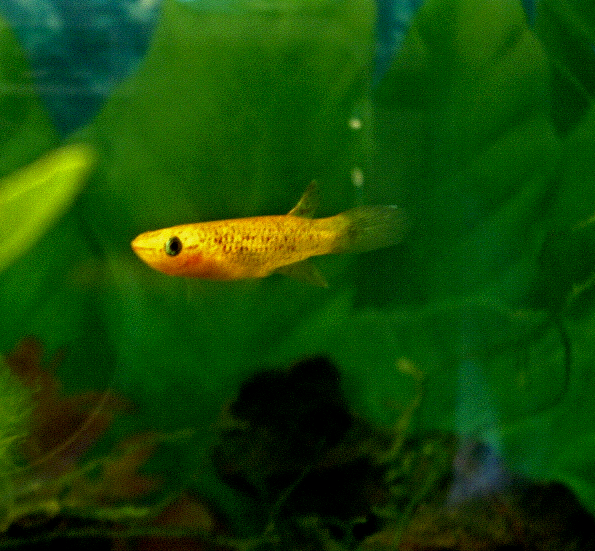
Hona av odlingsformen "gold".